# Falmierowo
Falmierowo är en by i det administrativa distriktet Gmina Wyrzysk i västra Polen. Byn ligger omkring 6 km nordväst om  Wyrzysk, 34 km öster om Piła och 92 km norr om den regionala huvudstaden Poznań.